# Cerkiew św. Jana Ewangelisty w Łobaczewie
Cerkiew św. Jana Ewangelisty w Łobaczewie – unicka cerkiew parafialna we wsi Łobaczew, przeniesiona w 1762 roku do Terespola.

## Historia
Pierwsze wzmianki o parafii unickiej w Łobaczewie pochodzą z 1648 roku, kiedy to Łobaczew należał do dóbr Błotkowskich a ich właścicielami byli Wazowie (od 1615 roku, czyli od śmierci Krzysztofa Monwida Dorohostajskiego (1562-1615)). Najstarszy zapis znajduje się w księgach kapituły brzeskiej z 1648 roku, dowiadujemy się także z niego, że parochem cerkwi Łobaczewskiej, św. Jana Ewangelisty w tym czasie był Jan Troczenie.
Cerkiew wraz z plebanią i dobrami należącymi do niej leżała na skraju wsi Łobaczew i sięgała na północny – wschód aż do wsi Ogrodniki. Podlegała pod dekanat brzeski i była fundowana przez Hetmana Wielkiego Litewskiego Ludwika Konstantego Pocieja (1664-1730), a jej prezbiterem w tym czasie był Stefan Pracki. Była to cerkiew drewniana z dachem gontowym, małą kopułką i krzyżami żelaznymi, oraz dzwonnicą stojącą obok. Miała ona oddzielne drzwi do babińca i oddzielne drzwi główne zamykane na wielki łańcuch jak podają akta wizytacyjne.
Część wizytacji nie zachowała się w oryginale i znamy je tylko z książki Lwa Pajewskiego «O cerkwiach brietskoj kapituly w naczali 2 polowiny XVIII w.»  wydanej w Wilnie w 1887 roku. Znajdujemy w tej pozycji opis wizytacji cerkwi Łobaczewskiej przeprowadzonej 22 stycznia 1759 roku. za rządów Piotra Bonieckiego pełniącego urząd proboszcza, czyli na 4 lata przed przeniesieniem cerkwi z Łobaczewa do Terespola.
Między wrześniem 1762 a grudniem 1763 roku nastąpiła translokacja cerkwi z Łobaczewa na obecne miejsce do założonego w 1697 roku Terespola, jako Cerkiew św. Apostoła Jana Teologa w Terespolu, przeniesienie nastąpiło łącznie z przeniesieniem wezwania, a w 1783 roku, w dokumentach konsystorskich czytamy o cerkwi terespolskiej, czyli łobaczewskiej. Akta konsystorskiej podają także, że ówczesnym proboszczem, za którego rządów dokonała się translokacja był Piotr Boniecki. W 2016 roku prowadzone prace archeologiczne potwierdziły istnienie i położenie cerkwi łobaczewskiej. Na miejscu znaleziono między innymi kafle z pieca opisanego przez Lwa Pajewskiego.
Proboszczowie parafii unickiej w Łobaczewie
- - Jan Troczenie - 1648
- - Stefan Pracki - 1726
- - Piotr Boniecki - 1759-1763

## Opis wizytacyjny
Cerkiew kapituły Brzeskiej we wsi Łobaczew pod tytułem św. Jana ewangelisty (Ioanno-Bogosławskaja)
Cerkiew ta wizytowana była 22 lutego 1759 r. Zbudowana z drewna, ufundowana i wybudowana „w niepamiętnych czasach” ponad Bugiem, ołtarzem na wschód skierowana, lecz w obecnym swoim stanie – ruiny lada dzień i pogrebienia się w ziemi dla siebie mieysca upatruje. Można sądzić z tego nie tylko o starożytności samej cerkwi, ale i o starożytności ist-nienia na tych ziemiach prawosławia. Jednak w przy Bużnej stronie wizytor w swoim opisie przedstawił cerkiew Łobaczewską tylko ze wszyskimi atrybutami greko-wschodniego obrządu (unickiego). Widzimy tu nie tylko ikonostas, carskie wrota – często złocone i często ozdobione – z czterema ewangelistami i tajną wieczerzą, północne i południowe drzwi a także ikony – Zbawiciela, Matki Bożej, świętego Ewangelisty Jana, świętego Jerzego oraz świętych wielkich męczennic Barbary i Katarzyny, i ołtarz, priestol, i na nim antymins, a także żertownik, a przed ołtarzem kryłosy.
Z ksiąg służby Bożej cerkwi Łobaczewskiej w opisywanym czasie zostały następujące księgi: Ewangelie pisane ręcznie obecnie potrzebujące odnowienia, Służebnik pisany ręcznie, Oktoih, Trebnik wydany we Lwowie i Psałterz – także podniszczony. Zakrystia cerkwi Łobaczewskiej w czasie wizytacji także ukrywała kilka starych materiałów. Na pierwszym miejscu wizytator opisał ryzę droyetowey materii koloru różowego przetykanej srebrem. Później ryzę atłasu, ryzę traurnają. Także wymienił: kilich, diskos, lżice, krzyże, chorągwie i kadzielnice itp. 
Przy cerkwi w Łobaczewie z dawnych czasów działało bractwo cerkiewne, które dbało o Bożą świątynię nie rozporządzawszy żadnymi funduszami i dochodami tylko swoimi składkami. Jednak najbardziej interesującym rozdziałem jak i w innych cerkwiach Brzeskiej Kapituły u wizytatora jest rozdział pod tytułem parochia et parochiani. Do cerkwi należało wtedy miasteczko Terespol, sioło Łobaczew, wsie – Błotkowo, Schuty (Lechuty) i Ogrodniki. 
Należało do niej 386 dusz. Wszyscy oni w opinii wizytatora przyjęli unię i uważają się prawowiernymi katolikami – z wyjątkiem Iwana Sołoduchy (ze wsi Łobaczew, który w dworze Łobaczewskim za gumiennego zostaje i 5 lat nie bywa u spowiedzi i na nabożeństwach które są odprawiane przez unitów, słowami wizytatora nie działały na niego ni prośby, ni groźby a nawet władza kapłana. Dlatego wizytator nazywa tego dobrego męża i twardego wyznawcę prawosławnej wiary, możliwe, że tak samo mówił na innych mu podobnych mówiąc o nim – parszywa owieczka w owczarni Chrystusowej! Wymieniane są także inne 31 osób które nie chciały przyjąć unii. A oto te osoby, wiecznie drogie ruskiemu sercu i historii przy Bużnego kraju: Iwan Wojtyszuk z żoną, Matwiej Wojtyszuk z żoną, Anna Panasjanka, Miron Semeniuk, Stiepan Golosiuk, Roman Kobylczuk, Mikołaj Kowal z żoną, Jefimia Iwanowa Kucharowa, Eudokia Stangretowa, Lew Sinczuk z żoną, Jakow Lankowskij, Daria Stolariucha, Marcin Kuchar z żoną, Roman Egora z żoną, Andriej Kotik z żoną, Teodor Weremczuk z żoną, Grigorij Jurczuk, Franciszek Kowal, Prakseda Józefowa, Teodora Bagierowa, Anna Tyszowa, Grigorij Tyszuk i Piotr zięć Misiuczyn. 
Prezbiter Łobaczewskiej cerkwi o. Piotr Bonicki przyjął stan jerejskij w 1749 roku z rąk biskupa Włodzimiersko-Brzeskiego Teodora Godebskiego, wizytator postawił Bonieckiemu ulitamatum aby ten doszedł do porozumienia z Terespolskimi dominikanami ale doszło do tego dopiero jak mu to zostało nakazane przez Brzeski Konsystorz greko-unicki. Przejdźmy do rozdziału bona et proventus cerkwi Łobaczewskiej. Po słowach wizytatora „beneficjum Łobaczewskie” istnieje od niepamiętnych czasów (ab immemorabili aewo) i nie wiadomo przez kogo została ona ufundowana. Starzy ludzie jak podaje to wizytator nie nazywają tej cerkwi Łobaczewską a nazywają ją zgodnie z wiekową tradycją cerkwią Zabużną Brzeską. Powiadają, że tak ją nazywano od wieków i co jej nadane było pod tą nazwą w dawniejszym funduszu, a dokumenty na co dawno przepadły. 
Do tej cerkwi należała ziemia: a) na uroczysku Zatoka, granicząca z jednej strony z rzeką Bug a z drugiej z jeziorem, b) na uroczysku Boroczyłowka z jednej strony – granica Polatycka, a z drugiej – błoto … Wymieniono jeszcze grunta na przykład na uroczysku „Ziemia Niedogryzkowa” ta ziemia – większą częścią graniczyła z drogą Janowską, lecz podawanie tych wszystkich ziem ich nazw i granic i jak przechodziły z rąk do rąk zanudziłoby czytelnika. Polacy, aby wybudować w Brześciu na Piaskach „klasztor brygidek” – Polski rząd bez ceremonii zabrał cerkwi w Łobaczewie kawałek ziemi z gliniastym gruntem i stworzył tam cegielnię. Berens arendator folwarku Łobaczewskiego zabronił prezbiterowi Łobaczewskiemu dochodzić praw przed sądem grodzkim w Brześciu i składać tam skargi i swoje zażalenia na to bezprawie. Niebezinteresownie został zrobiony zapis legacyjny na Ziemię Niedogryzkową. „Ja niżej podpisany uznaje mój dobrowolny zapis na duszach które odeszły do Boga, pradziadów, dziadów, rodziców i innych moich członkach rodziny to jest: Joachimie Nowosziku, Marynie, Annie, Atanazji, Teodorze, Mikołaju, Michałowi i innych w „subotnik” odeszłych,  aby za ich dusze corocznie na wieczne czasy po cztery liturgie było odprawianych, daję, daruję, i wiecznymi czasami zapisuję Łobaczewskiej cerkwi Ziemię Niedogryzkową z której prezbiter Łobaczewski i jego następcy mają płacić czynsz do kasy miejskiej, na potwierdzenie czego (zdrów na umyśle) krzyżem świętym podpisuję. Iwan Dmitruk” – Ta krótka legacja, potwierdzona świadectwem burmistrza miasta Brześcia 1 czerwca 1720 r. i nazwą „Sobotnikowy Zapis”. 
Plebania według starego obyczaju składa się z izby pomalowanej na biało o dwóch oknach, z piecem z zielonych kafli i osobnym kominem, za tą izbą – komórka i kuchnia z piecem glinianym. Dach pokryty słomą a wszystko to było własnością ojca Bonieckiego. Ponad samym Bugiem było kilka stodół, zrobionych z chrustu. Było to od strony wschodniej a z zachodniej – rozciągnięte były ogrody cerkiewne i na nich do samej Janowskiej drogi – stodoła, … Z południowej strony stała cerkiew a za nią rozciągały się zimie cerkiewne aż do samych Ogrodnik. W tym czasie Łobaczewski prezbiter miał przywilej na połów ryb w rzece Bug. 
W końcowym rozdziale wizytator pisze: „Cerkiew Łobaczewska przez swoją starożytność, chyli się ku upadkowi i grozi niebezpieczeństwem nie tylko księdzu, ale także wiernym przychodzącym na nabożeństwa. Dlatego w mocy nadanego mi prawa, chcę siłą obłożyć cerkiew interdyktem (tj. zakazać w niej odprawiania nabożeństw). Tak jak cała Łobaczewska gromada pokornie nam obiecywała i prosiła nas i dała zapewnienie, że w krótkim czasie zaczną remontować swoją cerkiew w taki sposób przydzielam na cerkiew nowy dzwon …, przyjmując te zapewnienie i prośbę przykazał: starą cerkiew rozwalić i z pozostałego dobrego drewna zrobić dzwonnicę na nowy dzwon, którą w przeciągu nie dalej trzech miesięcy – pod groźbą interdyktu przerobić na cerkiew”. W tymże końcowym rozdziale wizytator nakazuje prezbiterowi – na Anioł Pański rano i w wieczór dzwonić… co niedzieli suplikacyą śpiewać et caet…, głównym obrazem – wszystkie swoje zalecenia składa na „schizmatyka” Iwana Sołoduchę, którego nie mogli zwyciężyć i prześladowali; wizytator z obawy żeby ten „schizmatyk” nie popadł w paszczenki piekielne, nakazywał aby powziąć wszelkie metody aby nawrócił się do unii; jeśliby tego nie zrobił ma zostać uznany wyklętym tj. odłączonym, oddzielić od przebywania z ludźmi i ogłosić to po wszystkich cerkwiach i kościołach…  Takimi to sposobami nawracano dobrowolnie do przechodzenia na unię. ”'